# Godfrey (humoriste)
Pour les articles homonymes, voir Godfrey.
Godfrey (né le 21 juillet 1969 à Lincoln, dans le Nebraska) est un humoriste et acteur américain.

## Filmographie partielle

### Cinéma
- 1996 : Joe's Apartment de John Payson
- 2001 : 30 Years to Life de Vanessa Middleton
- 2001 : Zoolander de Ben Stiller
- 2004 : Soul Plane de Jessy Terrero
- 2006 : Phat Girlz de Nnegest Likké
- 2008 : Don't Shoot the Pharmacist! de David Broitman
- 2008 : Unemployed de Dale Stelly
- 2008 : Les Monsieur Madame de Michel Elias

### Télévision
- 2014 : New York, unité spéciale (saison 15, épisode 19) : Adam Church